# Liste des aéroports en Espagne
Cette liste (non exhaustive) présente les principaux aéroports espagnols. Le découpage choisi est celui des communautés autonomes du pays. Un certain nombre de ces aéroports sont fermés en 2017, faute de passagers et de rentabilité. En mai 2012, pour tenir compte du contexte économique difficile, les autorités espagnoles ont fermé transitoirement une bonne partie du temps une trentaine des 47 aéroports qu'elles exploitent, alors que certains d’entre eux n'ont pas d'activité commerciale.

## Carte
| \| 100 km1:11 216 000 \| Alicante Almería Andorre Badajoz Barcelone Bilbao Burgos León Castellón · de la Plana Ceuta Gérone Grenade Ibiza Jerez La Corogne Lleida Logroño Madrid Málaga Melilla Minorque Murcie Oviédo Palma de · Majorque Pampelune Reus Sabadell Saint-Jacques Saint-Sébastien Salamanque Santander Saragosse Séville Valence Valladolid Vigo Vitoria |
| 100 km1:11 216 000 |

Voir les Îles Canaries

## Andalousie
- Aéroport d'Almería
- Aéroport de Jerez
- Aéroport de Gibraltar
- Aéroport de Cordoue
- Aéroport de Granada-Jaen
- Aéroport de Malaga
- Aéroport de Séville-San Pablo

## Aragón
- Aéroport de Saragosse
- Aéroport de Huesca-Pyrénées

## Asturies
- Aéroport des Asturies

## Îles Baléares
- Aéroport de Palma de Majorque
- Aéroport de Minorque
- Aéroport d'Ibiza

## Îles Canaries
- Aéroport de Gran Canaria
- Aéroport de Lanzarote
- Aéroport de Fuerteventura
- Aéroport de La Palma
- Aéroport de Tenerife-Nord
- Aéroport de Tenerife-Sud
- Aéroport de La Gomera
- Aérodrome d'El Hierro

## Cantabrie
- Aéroport de Santander

## Castille-La Manche
- Aéroport de Albacete (en)
- Aéroport de Ciudad Real (fermé)

## Castilla y León
- Aéroport de Burgos
- Aéroport de León
- Aéroport de Salamanque
- Aéroport de Valladolid

## Catalogne
- Aéroport de Barcelone - el Prat
- Aéroport de Gérone - Costa Brava
- Aéroport de Lleida-Alguaire
- Aéroport de Reus
- Aéroport Andorre–La Seu d'Urgell

## Communauté valencienne
- Aéroport d'Alicante-Elche
- Aéroport de Valence
- Aéroport de Castellon

## Estrémadure
- Aéroport de Badajoz

## Galice
- Aéroport de Vigo
- Aéroport de Saint-Jacques-de-Compostelle
- Aéroport de La Corogne

## La Rioja
- Aérodrome de Logroño

## Communauté de Madrid
- Aéroport Adolfo Suárez, de Madrid-Barajas

## Région de Murcie
- Aéroport de Murcie-San Javier
- Aéroport international de la région de Murcie[2]

## Navarre
- Aéroport de Pampelune

## Pays basque
- Aéroport de Bilbao
- Aéroport de Saint-Sébastien
- Aéroport de Vitoria

## Territoire enclavé
- Héliport de Ceuta
- Aéroport de Melilla